# Friedrich von Logau

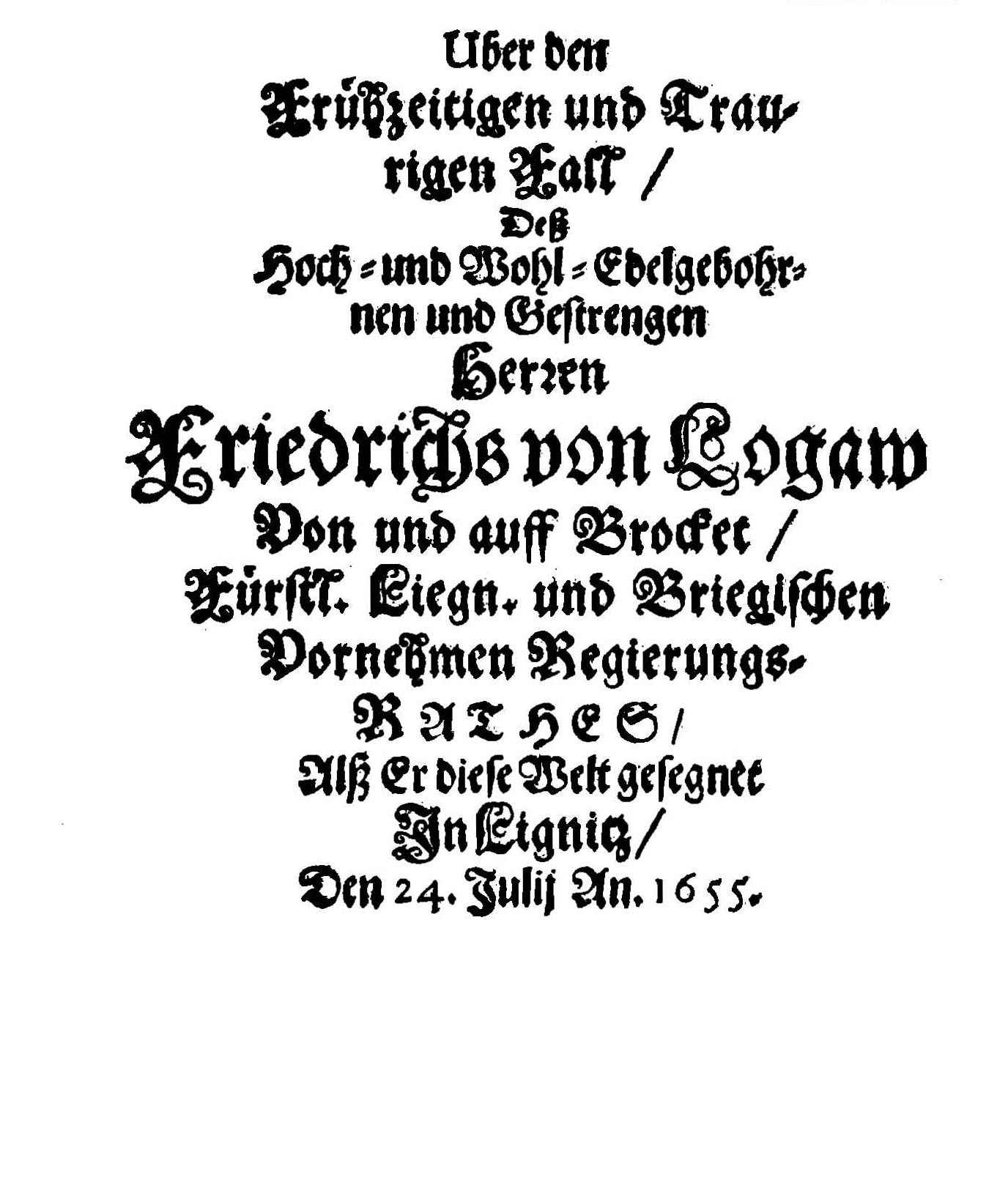
Titelseite der Thränen-Getichte, einer bei Logaus Begräbnis verteilten offiziellen Funeralschrift, mit Angabe des Todestags 24. Juli 1655

Friedrich von Logau (Pseudonym Salomon von Golaw; * vor 14. Januarjul. / 24. Januar 1605greg. in Brockuth bei Nimptsch, Herzogtum Brieg; † 14. Julijul. / 24. Juli 1655greg. in Liegnitz, Herzogtum Liegnitz) war ein deutscher Dichter und Epigrammatiker des Barocks.

## Leben

### Herkunft
Friedrich von Logau entstammte dem schlesischen Adelsgeschlecht von Logau. Zu seinen Vorfahren gehörte Georg von Logau († 1553) auf Schlaupitz, der in der ersten Hälfte des 16. Jahrhunderts in lateinischer Sprache dichtete.
Seine Eltern waren der Gutsbesitzer Georg von Logau und dessen zweite Ehefrau Anna von Reideburg. Den Vater verlor er im Jahr seiner Geburt (1605). Seine Mutter verheiratete sich erneut; sie starb am 29. Juni 1649 in Brieg.

### Stationen
Logau besuchte vom 13. Oktober 1614 bis zum Juni 1625 das Gymnasium zu Brieg. Am 6. Juli 1625 immatrikulierte er sich an der Universität Altdorf bei Nürnberg und studierte dort zwei Jahre lang Jurisprudenz. Mit 28 Jahren übernahm er 1633 das verschuldete und wenig ertragreiche Familiengut, das er jedoch auch in Zeiten der Kriegsnöte behielt, auch dann, als er 1644 in die Hofdienste eintrat.
Am 29. September 1644 wurde Logau vom Brieger Herzog Ludwig IV. an dessen Hof berufen und trat in die Dienste des Herzogs. 1653 fielen Liegnitz und Wohlau Ludwig und seinen beiden Brüdern zu und man teilte das jetzt erweiterte Herrschaftsgebiet neu auf. Logau folgte seinem Herrn 1654 nach Liegnitz. Im Sommer 1654 wurde er zum Regierungsrat und Hofmarschall befördert.
Im Juli 1648 wurde Logau im Auftrag von Fürst Ludwig I. von Anhalt-Köthen in die Fruchtbringende Gesellschaft aufgenommen. Als Gesellschaftsnamen wählte Logau „der Verkleinernde“ und als Wappenpflanze das „Milzkraut“.
Friedrich von Logau starb in seiner Wohnung in der Burggasse in der Nacht vom 24. Juli im Alter von 50 Jahren und 26 Wochen und wurde laut Totenbuch der lutherischen Kirchengemeinde „Zu unserer lieben Frau“ in Liegnitz am 22. August 1655 begraben.  Da er Mitglied der Kirchengemeinde Zu unserer lieben Frau war, er aber dennoch bei der fürstlichen Stiftskirche seine letzte Ruhestätte erhielt, wurde von den Angehörigen die doppelte Begräbnisgebühr verlangt.

### Familie
Friedrich von Logau heiratete 1631 Helena von Gruttschreiber, eine Tochter des Heinrich von Gruttschreiber zu Rosenau auf Olbendorff und Obereck und der Magdalena von Poser († 1625). Mit ihr hatte Logau eine Tochter Anna, die sich nach 1660 mit einem Gersdorff aus der Lausitz vermählte, sowie einen 1634 geborenen Sohn George Heinrich, der jedoch früh starb. Logaus erste Frau starb im Sommer 1641.
1643 heiratete Logau zum zweiten Mal: Helena von Knobelsdorff (1617–1686), Tochter des Balthasar von Knobelsdorff, Briegischen Hofmarschalls und Erbherrn auf Fritschendorf, und der Dorothea von Hohendorf. 1645 entspross der zweiten Ehe Sohn Balthasar Friedrich († 9.2.1702), Stammvater der Grafen von Logau. Als zweites Kind der zweiten Ehe kam Dorothea Magdalena zur Welt († 1701); 1649 wurde Tochter Anna Helena geboren († 1712), 1653 im April die Tochter Eleonora Sophia, die jedoch im Alter von vier Monaten verstarb. Eine Tochter der zweiten Ehe heiratete den russischen General Georg Gustav von Rosen. Sechs Jahre nach Logaus Tod heiratete seine Witwe 1661 Dietrich Ernst von Rößler.

## Logaus Epigramme

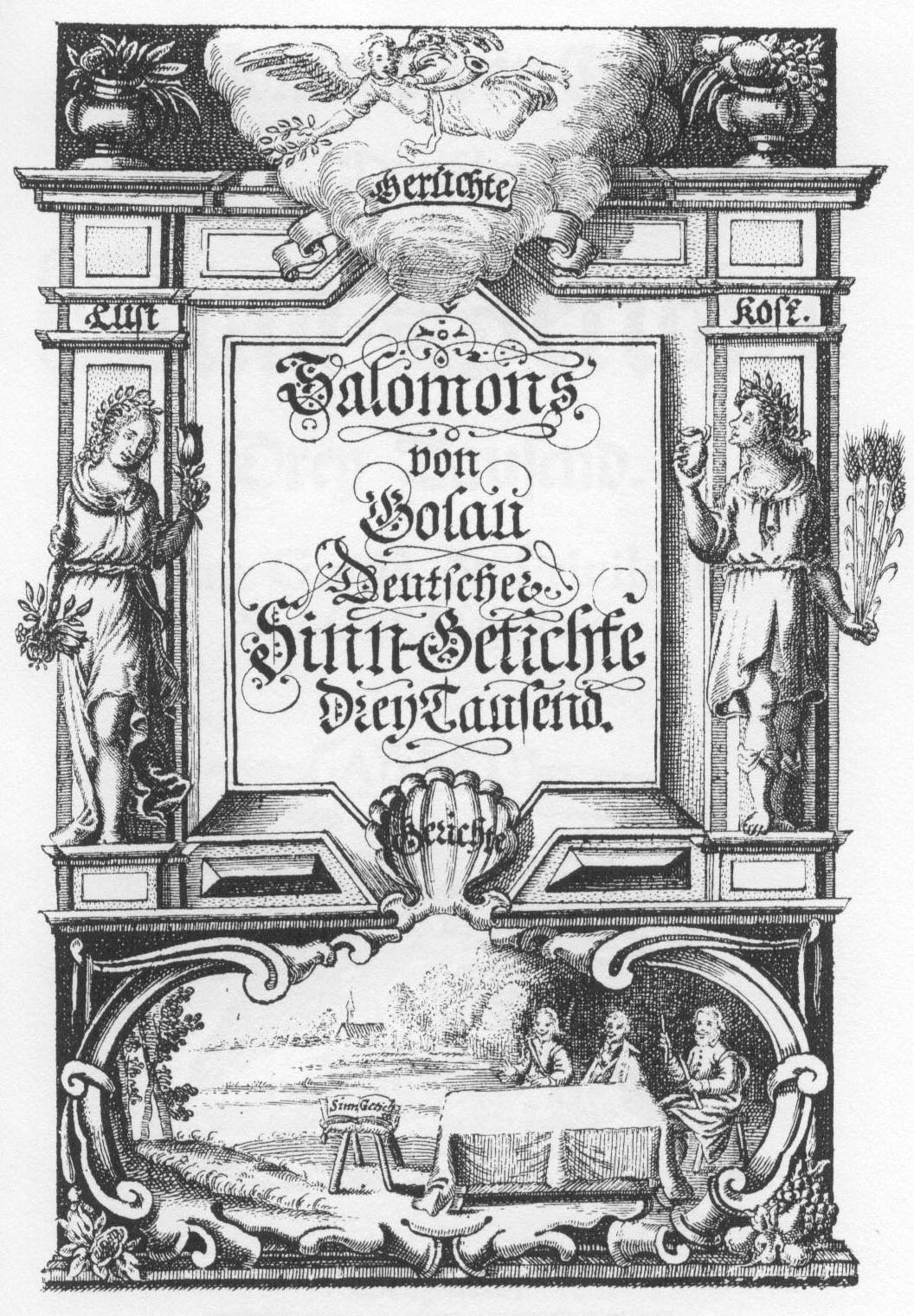
Titelkupfer der Sinn-Getichte 1654

Logau verfasste mehr als dreitausend Epigramme („Sinngedichte“).
Die Gesamtausgabe (Deutscher Sinn-Getichte drey Tausend, Breslau 1654) fasst nicht nur „drey Tausend“ Epigramme, sondern 3560, denn zu dem „Anderen Tausend“ ist noch eine „Zu-Gabe“ von 201 Gedichten angehängt, und auf das letzte Tausend folgen gleich zwei weitere Zugaben von 102 bzw. 257 Epigrammen. „Logau hat wohl gerade in solchen Sinnsprüchen sein Eigenstes gesehn“, meint Adalbert Elschenbroich.
Sein Pseudonym „Salomon von Golaw“ wählte Logau nach dem Sittenrichter des Alten Testaments (Sprüche Salomos) sowie nach dem Gut Gohlau im damaligen Herzogtum Brieg, das als Anagramm des Familiennamens Logau verstanden werden kann.

### Beispiele
Die nachfolgende Auswahl soll den Wechsel der Versarten und Gedichtformen und die Vielfalt der Themen in Logaus Gedichtsammlung veranschaulichen. Auf diese Beispiele wird weiter unten Bezug genommen.
Lebens-Satzung
Leb ich / so leb ich!
Dem Herren hertzlich;
Dem Fürsten treulich;
Dem Nechsten redlich;
Sterb ich / so sterb ich!
(I,5,22)
Deß Landes Leichendienst
Das Land ist leider tod! drum wird es nun begraben.
Die Städte / sind der Pfarr / die zum Gedächtnüß haben
Die Spolien davon: Soldaten sind die Erben
Die erben eh man stirbt / jhr Erb ist vnser sterben.
(I,5,24)
Glauben
Luthrisch / Päbstisch vnd Calvinisch / diese Glauben alle drey
Sind verhanden; doch ist Zweiffel / wo das Christenthum dann sey.
(II,1,100)
Redligkeit
Wer gar zu bieder ist / bleibt zwar ein redlich Mann
Bleibt aber wo er ist / kümmt selten höher an.
(II,3,29)
Beyderley Adel
Kunst vnd Tugend / machet Adel; Adel machet auch / das Blut;
Wann sie beyde sich vermählet / ist der Adel noch so gut:
Adel / den die Kunst gebieret / hat gemeinlich diesen Mut
Daß er mehr für Geld als Ehre / jmmerzu das seine thut.
(III,6,11)
Auff Glissam
Glissa lieset gern in Büchern; Arndt / jhr liegt dein Paradiß
Stets zur Hand / doch für den Augen deine Biebel / Amadiß.
(III,10,85)

### Themen
Die Themen in Logaus Gedichten sind vielfältig. Er tadelte Untugenden wie Putzsucht, Heuchelei und Habsucht sowie die „Ausländerei“ mit ihrer Sprachverwilderung und Nachäfferei. Er beklagte den verheerenden Krieg, mahnte seine Landsleute zur Vaterlandsliebe und äußerte kritische Ansichten zum Wirken der Politiker seiner Zeit, unter anderem in dem Gedicht Heutige Weltkunst. Logau beklagt insgesamt, dass die Welt in Unordnung geraten ist und dass der Moralist und Kritiker (eben deshalb) bei ihrer Beschreibung kein Ende finden kann.
Seine Epigramme wenden sich vor allem an den Hof, so in den Epigrammen Redligkeit, aber auch Beyderley Adel und Auff Glissam. Mehrere Epigramme wenden sich gegen die Städte, ein Beispiel ist das Epigramm Deß Landes Leichendienst.
Das Epigramm Glauben verweist darauf, dass Logau wie viele Schriftsteller der Epoche ein irenischer Geist ist. Gegen den Anspruch der Konfessionen, jeweils das wahre Christentum zu vertreten, fordert er eine Herzfrömmigkeit, die sich nicht in Bekenntnis und kirchlicher Praxis bewährt, sondern darin, dass der Gläubige sein Leben als Auftrag begreift und das Sterben willig auf sich nimmt (vgl. vor allem Lebens-Satzung).

### Stil
Logau hatte keine präzise Vorstellung vom Wesen des Epigramms. Er hielt sich nicht an die Forderung, dass ein Epigramm satirisch sein solle, obwohl er diese Forderung in der Vorrede An den Leser zitiert. Er folgte nicht immer dem Gebot der Kürze (brevitas) und beachtete auch nicht konsequent das Prinzip der „Spitzfindigkeit“ (argutia). Die Mehrzahl seiner Epigramme sind vor allem gnomische Epigramme. Ein Beispiel für den Typ des gnomischen Sinngedichts ist Lebens-Satzung.
Das epigrammatische Werk Logaus ist reich an stilistischen Eigentümlichkeiten und kreativen Neubildungen. So lässt er oft Pronomen und Artikel weg, gebraucht Wortstämme im Neutrum wie „das Frei“ oder „das Wahr“ für Abstrakta wie Freiheit und Wahrheit, „seinerley“ oder „meinerley“ für „etwas, das wie seines (meines) war“, „wohlbesprecht“ für jemanden, der gut reden kann. Ferner schuf er viele Eindeutschungen (z. B. „Beilaut“ für lat. accentus) und verwendete schlesische Provinzialismen.
Logau wechselt die Sprechrollen beliebig: Vom Lobgedicht geht er über zur Satire, von der „Lebens-Satzung“ zum unterhaltenden Epigramm. In diesem schnellen Wechsel und im „spitzfindigen“, d. h. witzigen Ausdruck kommen die Spannungen und widersprüchlichen Interessen zum Vorschein, von denen Logaus Leben bestimmt ist. So entsteht ein reichhaltiges Bild seiner Person und zugleich seiner Epoche.

### Rezeption
Zu Logaus Nachkommen zählt Heinrich Wilhelm von Logau und Altendorff. Er verfasste die Epigrammsammlung Poetisches Vergnügen (1737), die zum größten Teil ein Plagiat seines berühmten Vorfahren darstellt.
Wiederentdeckt wurde Logau von Gotthold Ephraim Lessing. Gottfried Keller machte einen der Logau’schen Sinnsprüche zum Leitmotiv seines Novellenzyklus Das Sinngedicht:
Wie willst du weiße Lilien zu roten Rosen machen?
Küß eine weiße Galathee, sie wird errötend lachen!